# シティ・パークス財団
シティ・パークス財団（シティ・パークスざいだん、英: City Parks Foundation）はニューヨーク市の5地区の公園で様々な公演を行っている非営利組織である。この団体は市内の750以上の公園で活動しており、幅広いフリーアート、スポーツ、教育プログラムを開催している。財団は1989年に設立され、それはアメリカ合衆国で最も古く最も規模の大きい公園組織の1つである。
シティ・パークス財団の主催するプログラムとしてはセントラル・パークで行われるサマーステージやチャーリー・パーカー・ジャズフェスティバルなどの毎年開催される無料のアートフェスティバルがある。また、スポーツプログラムにはシティパークス・テニス、シティパークス・ゴルフ、シティパークス・トラック&フィールド、ブルックリン区ベイ・リッジのダイカー・ビーチ・パブリック・ゴルフコースに隣接するジュニア・ゴルフ・センター、シティパークス・シニア・フィットネスなどがある。
教育プログラムは公園を教室として行っており、毎年7,000人以上の学生と地域コミュニティメンバー、そして500人の教師が参加している。プログラムには、沿岸教室、グリーン・ガールズ、シティパークス・プロダクションズ、ラーニング・ガーデンズ、そしてシード・トゥ・ツリーなどがある。
更にシティ・パークス財団はニューヨーク市公園娯楽局と提携し、毎年公園で6万人以上のボランティアの活動を支援しているパートナーシップ・フォー・パークスを行っている。